# Benjamín Joya
Héctor Benjamín Joya Jiménez (San José, California, Estados Unidos; 22 de septiembre de 1993), más conocido como Benji Joya, es un futbolista estadounidense de nacionalidad mexicana. Juega como mediocampista.

## Trayectoria
Joya comenzó jugando al fútbol en el USSF Development Academy: De Anza Force de California. Cuando tenía planeado continuar con sus estudios en la California State University, Bakersfield, surgió la posibilidad de jugar en México y a sus de 19 años de edad, en diciembre de 2011, firmó un contrato por cinco años con el Club Santos Laguna.
En 2012 se unió al equipo sub-20 del club y rápidamente fue convocado por la institución para participar en el Torneo de Viareggio. Debutó como profesional el 22 de septiembre de 2012, entró en lugar de Édgar Gerardo Lugo al minuto 54 en el empate a cero goles entre Santos y Jaguares de Chiapas por la temporada regular de la Primera División de México. El 24 de octubre disputó su primer partido internacional en la Concacaf Liga Campeones 2012-13, en la victoria de su equipo ante Toronto FC. Un año más tarde, el 30 de noviembre de 2013, consiguió el campeonato de la categoría sub-20, cuando su equipo derrotó de visitante al Club León en la final.
El 5 de febrero de 2014 se dio su préstamo por un año con opción a compra con el Chicago Fire de la Major League Soccer. Debutó con el equipo el 9 de marzo de 2014 en la primera jornada de la Major League Soccer 2014 contra el Chivas USA, entró de cambio al minuto 63 en lugar de Patrick Nyarko y un minuto después anotó su primer gol con el equipo, Chivas ganó el partido por marcador de 2-3. Disputó 12 partidos con el equipo y solo anotó un gol.
Cuando acabó el torneo, Chicago no hizo válida la opción de compra que tenía por el. En febrero estuvo a prueba en diferentes equipos de la Major League Soccer, como el Seattle Sounders FC y Colorado Rapids. En marzo estuvo a punto de hacer pruebas con el DC United, pero el Santos Laguna pidió su regreso, a pesar del interés de clubes de Escandinavia y Argentina, al ver que ningún club de la MLS estaba dispuesto a pagar su precio de transferencia de $700,000, ya que Joya no contaba con mucha experiencia en primera división. Al regresar a Santos, Benji no pudo participar con el equipo debido a que este y se encontraba en marcha y los registros habían concluido.
Para el Apertura 2015 fue enviado a préstamo al Club Necaxa de la Liga de Ascenso de México.

## Selección nacional

### Categorías inferiores
Fue convocado para disputar el Campeonato Sub-20 de la Concacaf de 2013 junto con su compañero en el Santos Laguna, Daniel Cuevas. Fue el capitán de la selección estadounidense, participó en todos los partidos como titular y metió un gol de penal en la gran final de este certamen, la cual perdió ante México. Disputó el Torneo Esperanzas de Toulon de 2013 y de nueva cuenta fue el capitán de su selección. Estuvo presente en los cuatro partidos de disputó su selección y anotó un gol de tiro libre ante la selección de Francia. En junio de 2013, Joya fue incluido en la lista de 21 jugadores que representaron a Estados Unidos en la Copa Mundial de Fútbol Sub-20 en Turquía en ese mismo mes. El 21 de junio fue titular en el partido inaugural de su selección ante España. También jugó el segundo partido ante Francia, en donde recibió su segunda tarjeta amarilla del torneo y como consecuencia se perdió el tercer y último de su selección en el torneo ante Ghana.
En abril de 2014, Joya fue incluido en la primera convocatoria de la recientemente creada selección sub-21 de los Estados Unidos para un campamento de entrenamiento en California que servirá para comenzar a sentar las bases del equipo sub-23 que competirá en las eliminatorias a los Juegos Olímpicos de Río de Janeiro de 2016. Disputó de nueva cuenta el Torneo Esperanzas de Toulon, esta vez en su edición del 2015. Estuvo presente en cuatro partidos y su selección ganó el tercer ligar al derrotar a Inglaterra, Joya anotó un gol de penal en este último partido.

#### Participaciones en Copas del Mundo
| Torneo                                | Sede    | Resultado    | Partidos |
| ------------------------------------- | ------- | ------------ | -------- |
| Copa Mundial de Fútbol Sub-20 de 2013 | Turquía | Primera fase | 2        |

#### Otros torneos importantes
| Torneo                                   | Sede    | Resultado    | Partidos |
| ---------------------------------------- | ------- | ------------ | -------- |
| Campeonato Sub-20 de la Concacaf de 2013 | México  | Subcampeón   | 5        |
| Torneo Esperanzas de Toulon de 2013      | Francia | Primera fase | 4        |
| Torneo Esperanzas de Toulon de 2015      | Francia | Tercer lugar | 4        |

## Estadísticas
Actualizado a marzo de 2015.
| Club Santos Laguna · México                                                                    | 1ª            | 2012/13       | 4  | 0 | - | - | 1 | 0 | 5  | 0 |
| Club Santos Laguna · México                                                                    | 1ª            | 2013/14       | -  | - | 2 | 0 | - | - | 2  | 0 |
| Club Santos Laguna · México                                                                    | Total club    | Total club    | 4  | 0 | 2 | 0 | 1 | 0 | 7  | 0 |
| Chicago Fire Estados Unidos                                                                    | 1ª            | 2014          | 12 | 1 | - | - | - | - | 12 | 1 |
| Chicago Fire Estados Unidos                                                                    | Total club    | Total club    | 12 | 1 | - | - | - | - | 12 | 1 |
| Total carrera                                                                                  | Total carrera | Total carrera | 16 | 1 | 2 | 0 | 1 | 0 | 19 | 1 |
| (1)Incluye datos de la Copa México (2)Incluye datos de la Concacaf Liga de Campeones (2012/13) |               |               |    |   |   |   |   |   |    |   |

## Palmarés
| Título                            | Club          | País   | Año  |
| --------------------------------- | ------------- | ------ | ---- |
| Primera División de México Sub-20 | Santos Laguna | México | 2013 |
| Liga de Ascenso                   | Necaxa        | México | 2016 |
| Campeón de Ascenso                | Necaxa        | México | 2016 |